# Klaus Kessler (Politiker)
Klaus Kessler (* 14. Juni 1951 in Dillingen/Saar) ist ein deutscher Politiker (Bündnis 90/Die Grünen) und war von November 2013 bis April 2017 Abgeordneter des Landtags des Saarlandes. Davor amtierte er vom 10. November 2009 bis zum 18. Januar 2012 als saarländischer Bildungsminister.

## Leben
Nach dem Abitur 1970 leistete er seinen Wehrdienst als Reserveoffizieranwärter; 1990 wurde seine Kriegsdienstverweigerung (KDV) anerkannt. Er studierte Germanistik und Sport für das Lehramt an Gymnasien. Nach seinem Referendariat war er zwölf Jahre Lehrer an der Gesamtschule Saarbrücken Rastbachtal. Klaus Kessler ist Studiendirektor für die Fächer Deutsch und Sport an Gesamtschulen und Gymnasien.
Klaus Kessler gehörte seit 1987 dem saarländischen Landesvorstand der Gewerkschaft Erziehung und Wissenschaft an, von 1992 bis 2009 war er deren Vorsitzender. Er war Mitglied im saarländischen Landesvorstand des Deutschen Gewerkschaftsbundes.
Kessler ist Vater von zwei Söhnen.

## Politik
Von 2001 bis 2003 führte er den größten saarländischen Grünen-Ortsverband Saarlouis als Vorsitzender. Seit Juni 2003 ist er Vorsitzender des Kreisverbandes Saarlouis. Seit 2001 ist er im Landesvorstand seiner Partei.
Kessler wurde von seiner Partei zur Landratswahl im Juni 2004 im Landkreis Saarlouis als Landratskandidat nominiert.
Vom 6. November 2009 an war Kessler Minister für Bildung in der Jamaika-Koalition im Kabinett Müller III und dem Kabinett Kramp-Karrenbauer I. Aus diesem Amt wurde er am 18. Januar 2012 mit dem Scheitern der Jamaika-Koalition entlassen. Die Geschäftsführung des Ministeriums für Bildung übernahm Stephan Toscani (CDU).
Bei der vorgezogenen Neuwahl am 25. März 2012 kandidierte er für einen Sitz im Landtag, verpasste jedoch den Einzug. In der Folgezeit war Kessler als leitender Ministerialrat im saarländischen Sozialministerium tätig, wo er an der Spitze einer Stabsstelle stand und federführend einen Aktionsplan zur Armutsbekämpfung entwickelte. Anfang November 2013 rückte Kessler schließlich doch noch in den Landtag nach. Er übernahm das Mandat der ausgeschiedenen Simone Peter, die zur Bundesvorsitzenden von Bündnis 90/Die Grünen gewählt wurde. Kessler übernahm zudem Peters Funktionen als stellvertretender Fraktionsvorsitzender und parlamentarischer Geschäftsführer der zweiköpfigen Landtagsfraktion. Mit dem Ausscheiden der Grünen bei der Landtagswahl im Saarland 2017 verlor er sein Mandat.